# 手取川橋
手取川橋（てどりがわばし）は、石川県の一級河川手取川に架かる道路橋。
1. 手取川橋（粟生大橋） - 1888年10月6日架橋の木桁橋、1894年8月11日流失（能美市）[1]
2. 手取川橋 - 北陸自動車道の道路橋（白山市）
3. 手取川橋（粟生大橋） - 石川県道157号松任寺井線の道路橋（能美市）[1]

## 北陸自動車道

### 歴史
1972年（昭和47年）10月に北陸自動車道の最初の開通区間となった小松インターチェンジ - 金沢西インターチェンジ間の道路橋として設けられた。
手取川の河口部に位置しており、冬季波浪による飛来塩分の浸透や海岸浸食による橋脚基礎の洗堀、橋脚及び基礎部の摩耗損傷への追加対策のため、2005年（平成17年）11月から2007年（平成19年）3月まで補強工事が行われた。
2023年（令和5年）5月から床版と橋桁を取り替える工事が実施されているが、コアジサシやイソコモリグモの生息地であるため、川の中に重機を入れず橋の上に新たな橋桁を渡して分割撤去と設置を繰り返す工法がとられている。

### 諸元
- 形式：PC（4+3）径間連続ラーメン箱桁橋[2]
- 長さ：547m[2]

## 石川県道157号松任寺井線

### 歴史
石川県道157号松任寺井線にかかる手取川橋は、1932年（昭和7年）に旧国道8号の道路橋として建設され（当時の工費は42万円）、同年10月2日に当時北陸一の橋として渡り初めが行われた。その後、1934年（昭和9年）の大水害で1m嵩上げした。やがて2車線故に交通渋滞が酷くなり、上流に川北大橋および手取川大橋が完成したことで需要性が減少。後に拡幅の為橋台、歩道橋が完成している。2014年（平成26年）10月27日に発生した交通事故では大きく損傷した。

### 諸元
- 形式：単純下路トラス橋[4]
- 長さ：406.8m[4][5]